# Lodewijk van Blois (Blosius)

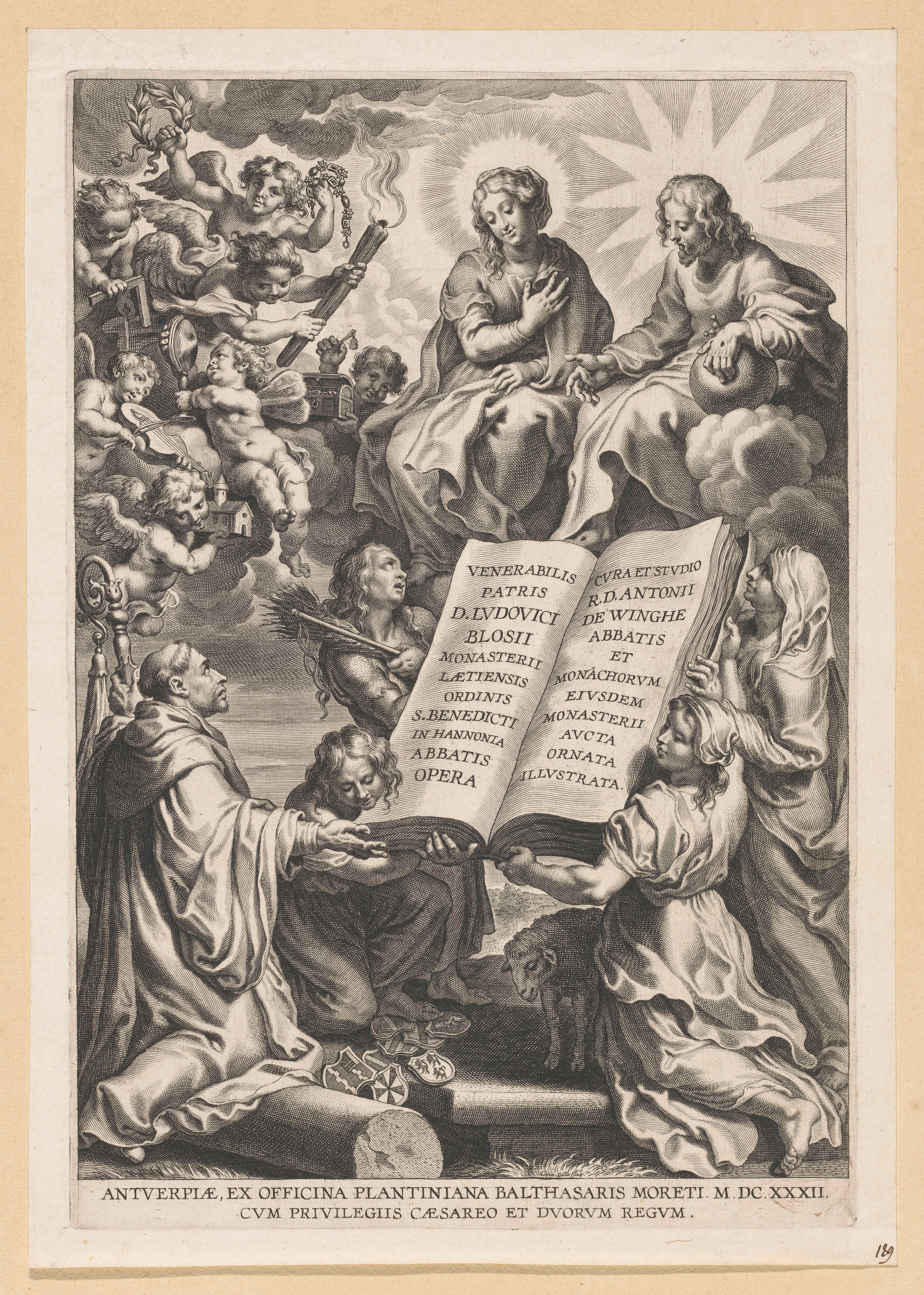
Lodewijk van Blois knielt voor Christus en Maria. Titelpagina voor: L. Blosius, Opera, Antwerpen: 1632.

Lodewijk van Blois (Frans : Louis de Blois), (Donstiennes, oktober 1506 – Liessies, 7 januari 1566), was een Zuid-Nederlands mysticus.  Hij publiceerde zijn werken onder de naam Ludovicus Blosius.
Hij werd geboren op het kasteel van Donstiennes, dat toen bij het prinsbisdom Luik hoorde.  Hij kreeg zijn opvoeding aan het Nederlandse hof, in Gent, vaak samen met de latere keizer Karel V, met wie hij bevriend bleef.  In Leuven was hij leerling van Adrianus van Utrecht, die later paus werd.
Op veertienjarige leeftijd werd hij benedictijnermonnik in de abdij van Liessies in Henegouwen. In 1530 werd hij er abt. Een aanstelling als eerste aartsbisschop van Kamerijk wees hij van de hand.

## Werk
Blosius' werk, geschreven in het Latijn, is in bijna elke Europese taal vertaald.  De beste uitgaven van zijn verzameld werk zijn die van J. Frojus (Leuven, 1568) en de Keulse herdrukken (1572, 1587). 
Zijn meest bekende teksten zijn : 
- Institutio Spiritualis (Geestelijke onderrichting, 1551)
- Consolatio Pusillanimium (Troost voor de angstigen)
- Sacellum Animae Fidelis (Het heiligdom van de gelovige ziel)

Hij schreef ook Speculum monachorum (1538) en Statuta monastica (1539) over de kloostervorming.